# Eupilaria uma
Eupilaria uma är en tvåvingeart som beskrevs av Alexander 1962. Eupilaria uma ingår i släktet Eupilaria och familjen småharkrankar. Inga underarter finns listade i Catalogue of Life.